# Henry L. Roosevelt
Pour les autres membres de la famille, voir Famille Roosevelt.
Henry Latrobe Roosevelt (5 octobre 1879, Morristown - 22 février 1936 ), est un militaire et homme politique américain.

## Biographie
Il intègre l'Académie navale en 1896 et poursuit une carrière militaire. Il prend part à la Guerre hispano-américaine et atteint le grade de lieutenant-colonel dans l'infanterie de marine.
Il est secrétaire adjoint à la Marine de 1933 à 1936.

## Sources
- (en) Cet article est partiellement ou en totalité issu de l’article de Wikipédia en anglais intitulé « Henry L. Roosevelt » (voir la liste des auteurs).